# Haploniscus harrietae
Haploniscus harrietae är en kräftdjursart som beskrevs av George 2004. Haploniscus harrietae ingår i släktet Haploniscus och familjen Haploniscidae. Inga underarter finns listade i Catalogue of Life.